# 니시카와정 (니가타현)
니시카와정(西川町)은 니가타현 니시칸바라군에 설치되었던 정이다. 2005년 3월 21일에 니가타시 니시칸구와 편입 합병해 소멸하였다.

## 역사
- 1889년 4월 1일 - 정촌제 시행과 함께 니시카와촌, 요로이고촌, 소네촌, 마스가타촌이 성립하였다.
- 1901년 11월 1일 - 니시카와촌과 요로이고촌이 합병해  새로운 요로이고촌이 되었다.
- 1930년 12월 1일 소네촌이 정으로 승격해 소네정이 되었다.
- 1955년 3월 31일 - 마스가타촌과 소네촌이 신설 합병 즉시 정으로 승격해 니시카와정이 되었다.
- 1961년 6월 10일 - 니시카와정과 마스가타촌이 합병해 새로운 니시카와정이 되었다.
- 2005년 3월 21일 - 니가타시와 합병해 소멸하였다.

## 행정
- 야스사와 세츠히데 (安沢 節英) (1995년 4월 26일부터)

## 교통

### 도로
- 국도 116호선